# Jerzy Kossak
Jerzy Maciej Kossak (Cracovia, 11 de septiembre de 1886-ibidem, 11 de mayo de 1955) fue un pintor realista polaco, especialista en escenas bélicas. Fue un prolífico pintor de escenas históricas, gustaba de pintar ulanos en sus caballos y sus pinturas fueron muy cotizadas en su tiempo y en la crisis del periodo de entreguerras hasta el fin del estalinismo.

## Biografía
Nacido en una familia de figuras relevantes del mundo de la cultura y la política polacas, su padre, Wojciech Kossak y abuelo, Juliusz Kossak, fueron también destacados pintores, su madre Maria Anna Kisielnicka-Kossak fue una noble polaca, y entre sus demás familiares, sus hermanas,  Maria Pawlikowska-Jasnorzewska y Magdalena Samozwaniec, fueron escritoras, mientras su tío, Tadeusz, fue un destacado activista política para la independencia de Polonia.
Creció observando el trabajo de su abuelo y su padre. Ya en su infancia mostró un considerable talento artístico y fue una gran esperanza para su padre Wojciech. No mostró mucha disposición para estudiar en la escuela y no estudió en ninguna escuela de arte, perfeccionó su talento en el estudio de su padre. Tuvo su primera exposición en 1910 en Cracovia, en la Sociedad de Amigos de Bellas Artes. Se notó su talento y la serie napoleónica expuesta recibió críticas favorables. 
Durante la Primera Guerra Mundial sirvió en el frente italiano como teniente en el regimiento austríaco de los Ulanos. En el período de entreguerras, pintó en un estudio creado por su padre para salvar la situación financiera de la familia. Durante la Segunda Guerra Mundial y en los difíciles años de la posguerra, la producción en masa de pinturas permitió al artista vivir, pero la obra del pintor sufrió mucho.
Se casó dos veces. Del primer matrimonio con Ewa Kaplińska tuvo una hija, María; del segundo matrimonio con Elżbieta Dzięciołowska-Śmiałowska tuvo dos hijas, Gloria  y Simona. Para el final de su vida vivió con su segunda esposa e hijas en Kossakówce - casa señorial de la familia. Después de su muerte en 1955, fue enterrado en el cementerio de Rakowicki.

## Obra
Jerzy Kossak siempre vivió a la sombra del famoso padre. Desde el comienzo de su carrera artística lo imitó, eligió los mismos temas, a veces incluso copió sus pinturas. Durante el período de servicio militar, pintó muchas escenas relacionadas con la guerra. En los años de entreguerras, siguió con el tema napoleónico que su padre ya había abandonado. Pintó el Retiro de Napoleón de Moscú (1927), La batalla de las pirámides (1927) y Huzar con un caballo en un paisaje invernal (1938). La lucha de las legiones polacas se registró en los siguientes lienzos: La búsqueda del sexto regimiento de Uhlan para bolcheviques y La búsqueda de Krechowiec uhlans para los bolcheviques, El mayor Edward Rydz Śmigły al frente del 3.er Batallón de la Primera Brigada de Legiones que realiza un ataque contra posiciones rusas cerca de Laski el 28 de octubre de 1914, La búsqueda de lanceros detrás de los cosacos, (1938). También estaba familiarizado con los temas del folclore, pintó bodas en Cracovia y las tierras altas, escenas de caza (Hunters 'Run with dogs after a deer, 1927). Muchos retratos salieron de su pincel .
Jerzy Kossak no cumplió con las expectativas de su destacado padre. No tenía grandes ambiciones e independencia creativa y nunca desarrolló su estilo individual. No hizo ningún viaje necesario para desarrollar el estilo artístico.